# Jars of Clay
Jars of Clay é uma banda cristã de rock formada no Greenville College, em Greenville, Illinois, Estados Unidos. A banda é reconhecida pela mistura singular de música pop, folk, rock, música eletrônica e música erudita, bem como pela maneira de transmitir a Fé Cristã, por via de ricas e poéticas letras.
Seus membros são Dan Haseltine, Charlie Lowell, Stephen Mason and Matthew Odmark. A banda não possui um baterista e baixista fixos, logo, os lugares têm sido preenchidos por amigos em apresentações ao vivo ou gravações.
O nome da banda é uma referência ao texto bíblico da Segunda Epístola de São Paulo Apóstolo aos Coríntios, Capítulo 4, Versículo 7, conforme segue abaixo, em português e inglês, na Nova Versão Internacional:
"Mas temos esse tesouro em vasos de barro, para mostrar que este poder que a tudo excede provém de Deus e não de nós."
"But we have this treasure in jars of clay to show that this all-surpassing power is from God and not from us."
Esse verso é cantado na canção "Four Seven", escondida ao final do primeiro álbum da banda, aproximadamente aos 5m50s da última canção, "Blind".

## Evolução
Algo do mais interessante em Jars of Clay é que a banda conseguiu conquistar fãs dos mais diversos gêneros musicais. Isso é resultado da fusão de musicalidade e poesia promovida pela banda, passando pelo acústico do primeiro disco, influências eletrônicas em Much Afraid, o pop de If I Left the Zoo e The Eleventh Hour, o blues de Who We Are Instead, além, é claro, do bravo resgate de cânticos e hinos tradicionais em Redemption Songs.

## Blood: Water Mission
O vocalista Dan Haseltine visitou a África em 2002, o que o inspirou a fundar a Blood: Water Mission, uma organização sem fins lucrativos que tem por objetivo levantar fundos para combater a pobreza e a AIDS no continente. O nome vem de, conforme Haseltine, "as duas coisas que a África mais precisa" - sangue limpo e água limpa. A missão iniciou o Projeto 1000 poços, que pretende construir mil novos poços de água pela África.

## Membros
- Dan Haseltine – voz, percussão
- Charlie Lowell – piano, órgão, acordeon, segunda voz
- Stephen Mason – guitarra, voz, bandolim, segunda voz
- Matthew Odmark – violão, banjo, segunda voz

## Discografia

### Álbuns
- 1994 - Frail
- 1995 - Jars of Clay
- 1997 - Much Afraid
- 1999 - If I Left The Zoo
- 2002 - The Eleventh Hour
- 2003 - Furthermore: From The Studio, From The Stage
- 2003 - Who We Are Instead
- 2005 - Redemption Songs
- 2006 - Good Monsters
- 2007 - Christmas Songs
- 2009 - The Long Fall Back To Earth
- 2010 - The Shelter
- 2013 - Inland

### Compilações e outros álbuns
- 1995 - Jars of Clay 2-CD Christmas Edition
- 1996 - Jars of Clay Interactive CD-Rom
- 1996 - Jars of Clay Platinum Edition (rerelease)
- 1997 - Much Afraid (vinyl record)
- 1997 - Crazy Times - Enhanced CD Single
- 1997 - Seatbelt Tuba
- 1997 - Stringtown Double CD
- 1999 - Frontyard Luge
- 2000 - The White Elephant Sessions
- 2001 - Jar of Gems
- 2002 - Ten:Thirty - The Making of the Eleventh Hour
- 2003 - Jars of Clay / Caedmon's Call 6-song Furthermore preorder CD
- 2003 - Who We Are Instead Bonus preorder enhanced CD
- 2003 - Who We Are Instead double disc set
- 2005 - iTunes Originals
- 2007 - The Essential Jars of Clay
- 2008 - Greatest Hits
- 2009 - The Long Fall Back To Earth Double Vinyl
- 2010 - Triple Feature (Jars of Clay / Much Afraid / If I Left The Zoo)
- 2011 - Jars of Clay (1995) Double Vinyl
- 2011 - Gather And Build: A Collection

### EPs
- 1995 - Drummer Boy
- 1997 - Drummer Boy (com faixas diferentes)
- 1998 - Live From Stringtown
- 2000 - Live in Texas A&M
- 2005 - Roots & Wings
- 2006 - Mini-Monsters
- 2007 - Live Monsters
- 2008 - Closer
- 2009 - The Long Fall Back To Earth Limited Edition
- 2010 - Live At Gray Matters, Vol. 1: Songs From The Long Fall Back Tto Earth
- 2010 - Flood(ed): A Benefit
- 2010 - Live At Gray Matters, Vol. 2: The Rewind Edition
- 2010 - Live At Gray Matters, Vol. 3: The Christmas Edition
- 2011 - Live At Gray Matters, Vol. 4: One Mic
- 2011 - More Christmas Songs
- 2011 - Reinvent, Remember, Replay
- 2013 - Under The Weather: Recorded Live In Sellersville, PA

### DVD
- 2002 - 11Live: Jars of Clay In Concert